# Аманда (премия)
«Аманда» (норв. Amandaprisen; англ. Amanda Award) — норвежская ежегодная кинопремия, вручаемая в рамках Норвежского международного кинофестиваля, проходящего в городе Хёугесунн.
Премия учреждена для стимулирования качества норвежских фильмов и роста зрительского интереса к норвежскому киноискусству. Первое награждение состоялось в 1985 году. До 2005 года на награду в своих категориях претендовали также телевизионные проекты. Церемония награждения первоначально освещаемая Норвежским государственным вещанием (NRK), перешла с 2006 года в ведение частных телекомпаний.
Победителям вручается статуэтка работы норвежского скульптора Кристиана Квакланда, получившая своё название по имени Аманды — легендарной уроженки Хёугесунна.
Первым победителем в номинации Лучший норвежский фильм стала лента режиссёра Улы Солум «Пояс Ориона». По два раза почётного приза удостаивались работы режиссёров Нильса Гаупа (1988, 1994) и Бента Хамера (1995, 2003). Среди актёров чаще других премию получал Бьорн Сундквист, который признавался лучшим актёром три раза (1987, 1996, 2000).

## Номинации
- Лучший норвежский фильм
- Лучший режиссёр
- Человек года (выбирается голосованием телезрителей)
- Лучший актёр
- Лучшая актриса
- Лучший актёр второго плана
- Лучшая актриса второго плана
- Лучший фильм для детей и юношества
- Лучший сценарий
- Лучшая операторская работа
- Лучший звук
- Лучшая музыка
- Лучшая режиссура
- Лучшая сценография
- Лучшие визуальные эффекты
- Лучший короткометражный фильм
- Лучший документальный фильм
- Лучший иностранный фильм для театрального показа
- Приз зрительских симпатий («Золотые аплодисменты»)
- Почётный приз за развитие киноискусства